# Mesostenus kozlovi
Mesostenus kozlovi är en stekelart som beskrevs av Kokujev 1909. Mesostenus kozlovi ingår i släktet Mesostenus och familjen brokparasitsteklar. Inga underarter finns listade i Catalogue of Life.